# 3I/ATLAS
3I/ATLAS که همچنین با نام‌های C/2025 N1 (ATLAS) و پیش‌تر A11pl3Z شناخته می‌شود، یک دنباله‌دار میان‌ستاره‌ای است که در تاریخ ۱ ژوئیه ۲۰۲۵ توسط ایستگاه سامانه هشدار نهایی برخورد سیارک به زمین در ریو وورتادو، شیلی، در حین نزدیک شدن به خورشید کشف شد. در زمان کشف، این دنباله‌دار در فاصله ۴.۵ واحد نجومی (۶۷۰ میلیون کیلومتر؛ ۴۲۰ میلیون مایل) از خورشید قرار داشت و با سرعت نسبی ۶۱ کیلومتر بر ثانیه (۳۸ مایل بر ثانیه) حرکت می‌کرد. این جرم روی یک مسیر هذلولی نامحدود با خروج از مرکز مداری ۶.۱۳ ± ۰.۰۲ به دور خورشید حرکت می‌کند. 3I/ATLAS سومین جرم میان‌ستاره‌ای تأییدشده‌ای است که از منظومه شمسی عبور می‌کند، پس از اوموآموا (کشف‌شده در ۱۹ اکتبر ۲۰۱۷) و 2I/Borisov (کشف‌شده در ۲۹ اوت ۲۰۱۹).
اندازه هسته 3I/ATLAS به دلیل فعال بودن این دنباله‌دار و احاطه شدن توسط پوسته‌ای از غبار بازتابنده نامشخص است. برآوردها برای قطر هسته این دنباله‌دار بین ۰.۸ تا ۲۴ کیلومتر (۰.۵ تا ۱۴.۹ مایل) متغیر است، هرچند احتمالاً قطر آن در محدوده پایین‌تر این بازه قرار دارد. دنباله‌دار 3I/ATLAS در تاریخ ۲۹ اکتبر ۲۰۲۵ به نقطه حضیض خورشیدی (نزدیک‌ترین فاصله به خورشید) خواهد رسید، در فاصله ۱.۳۵۶ ± ۰.۰۰۲ واحد نجومی (۲۰۲.۸۵ ± ۰.۳۰ میلیون کیلومتر؛ ۱۲۶.۰۵ ± ۰.۱۹ میلیون مایل) از خورشید. هنگامی که این دنباله‌دار از خورشید دور باشد، سرعت اضافی هذلولی آن  ({\displaystyle v_{\infty }}) نسبت به خورشید حدود ۵۸ کیلومتر بر ثانیه (۳۶ مایل بر ثانیه) خواهد بود.